# Østrig ved vinter-PL 2018
Østrig deltog ved vinter-PL 2018 i Pyeongchang, Sydkorea i perioden 9.-18. marts 2018. Østrig sendte 13 personer til at konkurrere i tre sportsgrene: para-alpint skiløb, para-snowboarding og langrend.

## Medaljer
| 2018 Pyeongchang | Guld | Sølv | Bronze | Total |
| Østrig           | 0    | 2    | 5      | 7     |